# Kontinuitätsgesetz
Das Kontinuitätsgesetz besagt (in integraler Form), dass der Massenstrom eines Fluids (Flüssigkeit oder Gas) in einem Rohr unabhängig davon ist, wo er gemessen wird. Die differenzielle Form ist die Kontinuitätsgleichung. Sie gilt sowohl in reibungsfreien als auch reibungsbehafteten Fällen für stationäre (zeitunabhängige) und für instationäre Strömungen inkompressibler Fluide, nicht jedoch für instationäre Strömungen kompressibler Fluide.
Für inkompressible (nicht zusammendrückbare) Fluide gilt Kontinuität auch für den Volumenstrom.

## Inkompressible Fluide

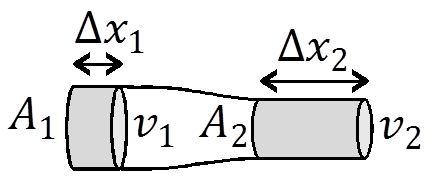
Querschnittsveränderung eines Rohres

Nach dem Kontinuitätsgesetz für inkompressible Fluide tritt aus einem Rohrabschnitt dasselbe Volumen aus, das zeitgleich am anderen Ende eintritt. In nebenstehender Abbildung sind die beiden Volumina grau markiert, wobei zur Vereinfachung Pfropfenströmung angenommen wurde. Das eintretende Volumen ist {\displaystyle V_{1}=A_{1}\Delta x_{1}}, das austretende {\displaystyle V_{2}=A_{2}\Delta x_{2}}. Wegen {\displaystyle V_{1}=V_{2}} ist im engeren Teil des Rohres die Verschiebung {\displaystyle \Delta x_{2}} um denselben Faktor größer als {\displaystyle \Delta x_{1}}, um den der Querschnitt {\displaystyle A_{1}} größer ist als {\displaystyle A_{2}}. Gleiches gilt für die (über den Querschnitt gemittelten) Strömungsgeschwindigkeiten {\displaystyle v=\Delta x/\Delta t}.
Diesen Zusammenhang fand Giovanni Battista Venturi, siehe Bernoulli-Gleichung.

## Kompressible Fluide
Für kompressible (nicht raumbeständige) Fluide bzw. Fluide, die ihre Dichte ändern können, gilt für den Massenstrom:
{\displaystyle {\dot {m}}=v\cdot A\cdot \rho ={\text{konstant}}}
{\displaystyle \rho } = Dichte des Fluids
bzw.
{\displaystyle v_{1}\cdot A_{1}\cdot \rho _{1}=v_{2}\cdot A_{2}\cdot \rho _{2}}
{\displaystyle \rho _{1,2}} = Dichte im Rohr 1 bzw. 2
Somit gilt: Die Masse, die an einer Seite hineingeht, muss an der anderen Seite wieder herauskommen.
Die Dichte des Fluids kann sich zum Beispiel ändern, wenn sich die Temperatur des Fluids zwischen Anfang und Ende des Rohres ändert. Wenn sich die Dichte vermindert, muss in der gleichen Zeit ein größeres Volumen herauskommen.

## Trivia
Im Gegensatz zum ersten Anschein verhalten sich auch Autos im Verkehrsstau bei einer Fahrbahnverengung entsprechend dem Kontinuitätsgesetz. Dabei muss der Abstand der Autos als Dichte mit betrachtet werden. Bei großem Querschnitt ist die Dichte gering, die Geschwindigkeit hoch und der Verkehr fließt frei. Im Stau vor der Einengung sind die Dichte hoch und die Geschwindigkeit gering. In der Einengung ist der Querschnitt klein, die Geschwindigkeit und die Dichte mittelgroß, und der Fahrzeugdurchsatz in allen Fällen gleich, sofern kein Auto die Straße verlässt oder hinzukommt.